# Andrzej Badzio
Andrzej Tomasz Badzio – polski lekarz, doktor habilitowany nauk medycznych i nauk o zdrowiu, adiunkt na Gdańskim Uniwersytecie Medycznym, specjalista od onkologii.

## Kariera naukowa
W 1990 roku na Gdańskim Uniwersytecie Medycznym uzyskał tytuł lekarza. W 2000 roku na tej samej uczelni uzyskał stopień doktora nauk medycznych na podstawie rozprawy pt. Odległe wyniki leczenia ograniczonej postaci raka płuca z uwzględnieniem roli leczenia chirurgicznego, której promotorem był Jacek Jassem. W 2019 roku ta sama uczelnia nadała mu stopień doktora habilitowanego nauk medycznych i nauk o zdrowiu  na podstawie pracy pt. Ocena wpływu czynników molekularnych na przebieg choroby u pacjentów z rozpoznaniem drobnokomórkowego raka płuca. W 2021 roku został zatrudniony na tejże uczelni.